# René Lefèvre
René Lefèvre (Nizza, 6 marzo 1898 – Poissy, 23 maggio 1991) è stato un attore francese.
Debuttò negli anni venti interpretando piccoli ruoli in numerosi film. Tra i suoi primi film degni di nota, da ricordare Il milione (1931) di René Clair. Fu protagonista del film Il delitto del signor Lange (1935) di Jean Renoir, che ottenne grande successo in Francia in un periodo di poco precedente l'affermazione del Fronte Popolare. Continuò a recitare sul grande schermo e sul palcoscenico fino agli anni settanta.

## Filmografia parziale
- Il milione (Le Million), regia di René Clair (1931)
- L'Âne de Buridan, regia di Alexandre Ryder (1932)
- Il delitto del signor Lange (Le Crime de monsieur Lange), regia di Jean Renoir (1936)
- Trois... six... neuf, regia di Raymond Rouleau (1937)
- Gueule d'amour, regia di Jean Grémillon (1937)
- Melodie celesti (Les Musiciens du ciel), regia di Georges Lacombe (1940)
- Bufere, regia di Guido Brignone (1953)
- I tuoi occhi bruciano (La Lumière d'en face), regia di Georges Lacombe (1955)
- Colui che deve morire (Celui qui doit mourir), regia di Jules Dassin (1957)
- Il gorilla vi saluta cordialmente (Le Gorille vous salue bien), regia di Bernard Borderie (1958)
- Fatti bella e taci (Sois belle et tais-toi), regia di Marc Allégret (1958)
- Storie d'amore proibite (il cavaliere e la zarina) (Le Secret du Chevalier d'Éon), regia di Jacqueline Audry (1959)
- Mio figlio (Rue des prairies), regia di Denys de La Patellière (1959)
- Lo spione (Le Doulos), regia di Jean-Pierre Melville (1962)
- Una bionda... così (Une blonde comme ça), regia di Jean Jabely (1962)
- La meravigliosa Angelica (Angélique et le Roy), regia di Bernard Borderie (1966)
- Il 13º uomo (Un homme de trop), regia di Costa Gavras (1967)
- Il cadavere del mio nemico (Le Corps de mon ennemi), regia di Henri Verneuil (1976)